# Тонкинский ринопитек
Тонкинский ринопитек, или курносая мартышка, или Тонкинская курносая обезьяна (Rhinopithecus avunculus) — млекопитающее семейства мартышковых.

## Ареал
В начале второй половины XX века ареал был крайне ограничен: животные встречались только в лесу возле реки Сонг-Кой. В 1989 году были найдены в провинциях Туенкуанг и Вак Тай. В настоящее время обезьян находят ещё в 5 провинциях Вьетнама.

## Образ жизни
Рацион обезьян составляют листья, молодые побеги бамбука, фрукты.
Животные живут в особых семейных группах, в состав которых входят доминантный самец, несколько самок и детенышей, до 15 особей в стаде. Самцы-холостяки образуют собственные группы, однако семейные группы и группы холостяков часто вступают в контакты.

## Охранный статус
Из-за военных действий на территории страны во второй половине XX века произошло резкое сокращение количества животных, которые помимо того, что являлись пищевыми конкурентами местных жителей, но и представляли объект охоты.